# El manual dels dracs
El manual dels dracs (títol original en anglès, Book of Dragons) és un curtmetratge d'animació estatunidenc de DreamWorks Animation del 2011 dirigit per Steve Hickner. Es va estrenar com a producte addicional al DVD de la pel·lícula Com ensinistrar un drac, juntament amb Dracs: el regal de la fúria nocturna, un altre curtmetratge basat en la franquícia. S'ha doblat al català pel canal SX3.